# Harbke
Harbke è un comune tedesco di 1 823 abitanti situato nel land della Sassonia-Anhalt.